# Liste des comtes et ducs de Gueldre
Cet article contient la liste des comtes et des ducs de Gueldre par maison et par ordre chronologique.

## Comtes de Gueldre
Un certain Mégingoz, mort entre 998 et 1002, aurait été comte de Gueldre dans la seconde partie du Xe siècle. Il est possible que ce titre n'existait pas à l'époque et que son titre était comte d'Avalgau.

### Maison de Wassenberg
| Portrait           | Nom                           | Règne | Notes | Armoiries |
| ------------------ | ----------------------------- | --- | --- | --------- |
|                    | Gérard Ier Flaminius († 1129) | 1096-1129 | Il est le premier comte de Gueldre attesté, ainsi que comte de Wassemberg. Il est possible qu'il n'était initialement que seigneur de ces deux terres et fut fait comte par la suite.                                                                                     |           |
| Gérard II († 1131) | 1129-1131                     | Comte de Gueldre et de Wassemberg, fils de Gérard Ier Flaminius, il épouse vers 1116 Ermengarde, comtesse de Zutphen. | |           |
| Henri Ier († 1182) | 1131-1182                     | Fils de Gérard II, il épouse Agnès d'Arnstein († 1179).                                                               | |           |
|                    | Otton Ier († 1207)            | 1182-1207 | Fils d'Henri Ier, il épouse Richardis de Wittelsbach († 1231). |           |
|                    | Gérard III (1185 † 1229)      | 1207-1229 | Fils d'Otton Ier, il épouse vers 1209 Marguerite de Brabant (1192 † 1231). |           |
|                    | Otton II († 1271)             | 1229-1271 | Fils de Gérard III, il épouse en 1242 Marguerite de Clèves († 1251), puis en 1253 Philippe de Dammartin († 1279). |           |
|                    | Renaud Ier (1255 † 1326)      | 1271-1326 | Duc de Limbourg de 1279 à 1288, fils d'Otton II et de Philippa de Dammartin, il épouse Ermengarde de Limbourg († 1283), puis Marguerite de Flandre († 1330). En compensation de la perte du Limbourg (bataille de Worringen, 1288), il reçoit le titre de duc de Gueldre. |           |

## Ducs de Gueldre

### Maison de Wassenberg
| Portrait                                                               | Nom                      | Règne     | Notes | Armoiries |
| ---------------------------------------------------------------------- | ------------------------ | --------- | --- | --------- |
|                                                                        | Renaud Ier (1255 - 1326) | 1288-1326 | |           |
|                                                                        | Renaud II (1295 - 1343)  | 1326-1343 | Fils de Renaud Ier et de Marguerite de Flandre, il épouse en 1311 Sophie Berthout († 1329), puis en 1332 Aliénor d'Angleterre (1318 † 1355). |           |
|                                                                        | Renaud III (1333 - 1371) | 1343-1361 | Fils de Renaud II et d'Aliénor d'Angleterre, il épouse en 1347 Marie de Brabant († 1399). Il est emprisonné entre 1361 et 1371 par le suivant à la suite d'une guerre fratricide                                                                                         |           |
|                                                                        | Édouard (1336 - 1371)    | 1361-1371 | Il revendique la Gueldre à partir de 1350 et vainc son frère Renaud III en 1361. |           |
|                                                                        | Renaud III (1333 - 1371) | 1371-1371 | Il est restauré à la mort de son frère, peu avant la sienne. |           |
| 1371 - 1379 : Guerre de succession de Gueldre entre Mathilde et Marie. |                          |           | |           |
|                                                                        | Mathilde (1325 - 1384)   | 1371-1379 | Fille de Renaud II et de Sophie Berthout, elle épouse : - en premières noces en 1336 Godefroy de Heinsberg et de Looz († 1347), - en secondes noces avant 1348 Jean (1293 - 1368), comte de Clèves, - en troisièmes noces Jean II de Châtillon († 1381), comte de Blois. |           |
|                                                                        | Marie Ire (1329 - 1405)  | 1371-1380 | Fille de Renaud II et de Sophie Berthout, elle épouse en 1362 Guillaume VI († 1393), duc de Juliers. |           |

### Maison de Juliers
| Portrait | Nom                        | Règne       | Notes | Armoiries |
| -------- | -------------------------- | ----------- | --- | --------- |
|          | Guillaume (1364 - 1402)    | 1380 - 1402 | Fils de Marie de Wassenberg et de Guillaume de Juliers, il succède à sa mère comme duc de Gueldre en 1380 et à son père comme duc de Juliers en 1393. Il épouse Catherine de Bavière (1360 † 1400). |           |
|          | Renaud IV (v. 1365 - 1423) | 1402 - 1423 | Il succède à son frère Guillaume et épouse en 1405 Marie d'Harcourt. |           |

### Maison d'Egmont
| Portrait | Nom                            | Règne       | Notes | Armoiries |
| -------- | ------------------------------ | ----------- | --- | --------- |
|          | Arnold d'Egmont (1410-1473)    | 1423 - 1465 | Fils de Jean II d'Egmont et de Marie d'Arkel (v. 1389 † 1415), fille de Jean V d'Arkel et de Jeanne de Juliers (en) († 1394), sœur de Renaud IV, il succède à son grand-oncle, épouse en 1430 Catherine de Clèves mais est détrôné. |           |
|          | Adolphe d'Egmont (1438 - 1477) | 1465 - 1471 | Il est le fils d'Arnold, qu'il renverse en 1465 avec l'aide de Philippe III de Bourgogne, mais ne peut résister au fils de ce dernier, Charles, qui se retourne contre lui. Il était l'époux de Catherine de Bourbon.               |           |
|          | Arnold d'Egmont (1410-1473)    | 1471 - 1473 | Il est restauré par les forces de Charles le Téméraire moyennant de le désigner comme héritier. |           |

### Maison de Valois-Bourgogne
| Portrait | Nom                                    | Règne     | Notes | Armoiries |
| -------- | -------------------------------------- | --------- | --- | --------- |
|          | Charles Ier le Téméraire (1433 – 1477) | 1473-1477 | Fils unique de Philippe le Bon, il est le dernier homme de la maison de Valois-Bourgogne. Malgré trois différentes épouses, il n'a eu qu'un seul enfant qui était une fille.         |           |
|          | Marie II (1457 – 1482)                 | 1477-1482 | Après Philippe II le Hardi, Jean sans Peur, Philippe III le Bon et Charles le Téméraire, elle est la cinquième et dernière duchesse de Bourgogne de la branche des Valois-Bourgogne. |           |

### Maison de Habsbourg
| Portrait | Nom                                | Règne       | Notes | Armoiries |
| -------- | ---------------------------------- | ----------- | --- | --------- |
|          | Philippe Ier le Beau (1478 - 1506) | 1482 - 1492 | Fils de Maximilien Ier et de Marie de Bourgogne. De son propre chef, il fut « duc de Bourgogne » (souverain des Pays-Bas). Par mariage avec Jeanne Ire de Castille dite Jeanne la Folle : roi de León et de Castille (1504-1506). En 1492, il reconnaît les droits de Charles d'Egmont sur la Gueldre. |           |

### Maison d'Egmont
| Portrait | Nom                               | Règne       | Notes | Armoiries |
| -------- | --------------------------------- | ----------- | --- | --------- |
|          | Charles II d'Egmont (1467 - 1538) | 1492 - 1538 | Fils du duc Adolphe, il épouse en 1519 Élisabeth de Brunswick-Lunebourg (en). À sa mort, Charles Quint attribue le Gueldre à un lointain cousin, au mépris des droits du duc Antoine de Lorraine, neveu du dernier duc par sa mère Philippa de Gueldre. Les ducs de Lorraine conserveront néanmoins le titre et les armes de Gueldre. |           |

### Maison de Clèves
| Portrait | Nom                               | Règne       | Notes | Armoiries |
| -------- | --------------------------------- | ----------- | --- | --------- |
|          | Guillaume de Clèves (1516 - 1592) | 1538 - 1543 | Duc de Clèves, de Juliers et de Berg, il se voit attribuer la Gueldre par l'empereur Charles Quint, qui la lui confisque ensuite. |           |

### Maison de Habsbourg
| Portrait | Nom                                       | Règne       | Notes | Armoiries |
| -------- | ----------------------------------------- | ----------- | --- | --------- |
|          | Charles III (Charles Quint) (1500 - 1558) | 1543 - 1555 | Fils de Philippe le Beau. De son propre chef : « duc de Bourgogne » (souverain des Pays-Bas) (1516), roi de Castille et d'Aragon (Charles Ier) (1516), chef de la maison de Habsbourg (1519), etc. Par élection (1520) : empereur (Charles Quint). Abdique les Pays-Bas en 1555. |           |
|          | Philippe II d'Espagne (1527 - 1598)       | 1555 - 1598 | Fils de Charles Quint. Roi des Espagnes (1556) et des Indes. Il quitte définitivement les Pays-Bas pour l'Espagne en 1559. En 1579, dans le cadre de la guerre de Quatre-Vingts Ans, la Gueldre devient membre de l'union d'Utrecht, origine de la sécession des Provinces-Unies ; en 1581, elle signe l'acte de la Haye, acte de déposition de Philippe comme souverain des Pays-Bas. |           |